# Reichertsmühle (Niedermurach)

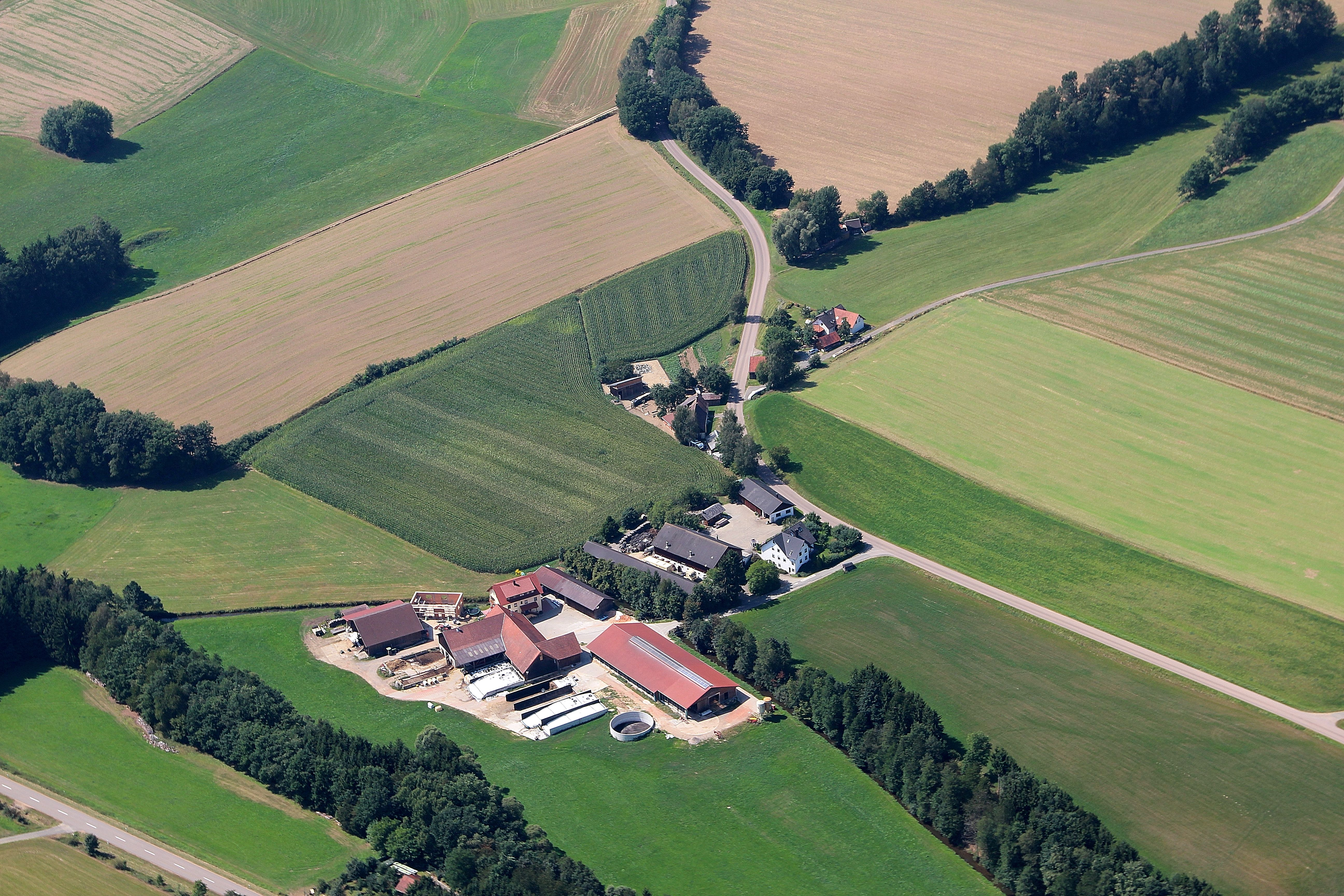
Reichertsmühle (2012)

Reichertsmühle ist ein Ortsteil der Gemeinde Niedermurach im Oberpfälzer Landkreis Schwandorf in Bayern.

## Geographische Lage
Reichertsmühle liegt ungefähr 500 Meter südlich der Bundesstraße 22 rund vier Kilometer nördlich von Niedermurach am Westufer der jungen Murach.

## Geschichte
1878 wurde Reichertsmühle von Niedermurach nach Teunz umgepfarrt.
Zum Stichtag 23. März 1913 (Osterfest) war Reichertsmühle Teil der Pfarrei Teunz und hatte zwei Häuser und 15 Einwohner.
Rottendorf bildete 1969 zusammen mit Enzelsberg, Holmbrunn, Ödhöfling, Reichertsmühle, Schlotthof und Voggendorf die Gemeinde Rottendorf mit insgesamt 268 Einwohnern und 1167,25 ha Fläche.
Am 31. Dezember 1990 hatte Reichertsmühle 22 Einwohner und gehörte zur Pfarrei Teunz.